# Entephria leucocyanata
Entephria leucocyanata là một loài bướm đêm trong họ Geometridae.